# Плиура, Витаутас
Витаутас Фрэнсис Плиура (англ. Vytautas Francis Pliura; 25 декабря 1951, Чикаго — 30 марта 2011, Лос-Анджелес) — американский поэт и драматург литовского происхождения.
Сын врача-литовца Витаутаса К. Плиуры (1920—1972), оказавшегося в США после Второй мировой войны, и медсестры Натали Грейс Плиуры, урождённой Ларкин (1924—2013). Вырос на ферме в Иллинойсе, служил в армии США во время Войны во Вьетнаме, затем обосновался в Лос-Анджелесе, где окончил Калифорнийский университет по специальности «кинопродюсер». Писал киносценарии, преподавал в средней школе, занимался живописью как акварелист.
Дебютировал на театральной сцене пьесой «Заговор чувств» (англ. Conspiracy of Feelings; 1982) на темы расизма и гомофобии в Лос-Анджелесе, за ней последовали ещё две — «Опасная комедия» (англ. Dangerous Comedy; 1988) и «Не позволяй клопам кусаться, Норма Джин» (англ. Don’t Let the Bed Bugs Bite, Norma Jean; 1990). Затем обратился к поэзии, опубликовав сборники стихов «Катание на коньках на обратной стороне Луны» (англ. Skating on the Dark Side of the Moon; 1995) и «Нежность в аду» (англ. Tenderness in Hell; 2001). Второй из них был переведён на русский язык Станиславом Львовским и Линор Горалик и вышел в 2003 году в издательстве Kolonna publications, подборка стихотворений из него появилась также в журнале «Новое литературное обозрение».
В своих стихах Плиура сопоставляет опыт жизни американского гея, сталкивавшегося с разнообразным преследованием (в том числе в связи с эпидемией СПИДа), с опытом зверств и жестокостей Вьетнамской войны и с опытом своего отца, прошедшего через концентрационный лагерь. Дмитрий Кузьмин, отмечая труднодоступность для русского читателя стихов Плиуры, постоянно апеллирующих к подробностям американской истории, политики и культуры, выделяет их основную идею: «Для Плиуры секс почти сакрален, потому что позволяет человеку сперва стать собой, а потом выйти за пределы себя и обратиться к другому».